# Joop Elders
Johan Hendrik Willem (Joop) Elders (Nijmegen, 8 april 1917 – Hilversum, 5 juni 1974) was een Nederlands fluitist, arrangeur en orkest/ensembleleider.
Hij was zoon van winkelbediende Wilhelmus Adiranus Elders en Maria Catharina Janssen. Hijzelf was getrouwd met To Lindemann.
Hij kreeg zijn muzikale opleiding aan het Conservatorium van Aken en het Koninklijk Conservatorium Luik. Hij studeerde er viool, piano en dwarsfluit. Na afronding van die studies nam hij privélessen harmonieleer en compositieleer bij Henri Hermans in Maastricht. Zijn actieve loopbaan begon hij als fluitist bij een orkest in Arnhem, maar al na twee jaar stapte hij over naar het amusementsorkest van leider John van Brück (1904-1940) en toerde door Europa. Vlak voor de Tweede Wereldoorlog was hij enige tijd orkestleider bij het orkest van de Jagers in Loosduinen en in de oorlog bij het orkest van de Cinema Royal in Amsterdam. Hij speelde vervolgens in diverse radio-orkesten. Toen in 1945 het Metropole Orkest werd opgericht, werd hij er fluitist, om er tot aan zijn plotselinge dood te spelen. Naast zijn spel aldaar, gaf hij ook leiding aan en speelde in het ensemble Whistling Pipers. Voorts speelde hij in het amusementsorkest van Cor Steyn. In al die hoedanigheden was hij regelmatig op de radio te beluisteren.
Hij ontdekte dat hij net als bijvoorbeeld Bert Paige, Dolf van der Linden en Jos Cleber goed kon arrangeren voor groot orkest. De muziekbibliotheek van de omroep heeft een grote collectie van die werken in haar bezit. Een van zijn bekendste arrangementen is Drie schuintamboers van Wim Sonneveld. Naast arrangeren schreef Elders ook wel eigen werk, zoals Suerta da Capa en Primavera.